# Glossaire de la fortification bastionnée
Ce glossaire répertorie les termes employés dans le domaine de la fortification bastionnée.
- Haut – A
- B
- C
- D
- E
- F
- G
- H
- I
- J
- K
- L
- M
- N
- O
- P
- Q
- R
- S
- T
- U
- V
- W
- X
- Y
- Z

## A
- avant-porte.

## B
- banquette ;
- bastion ;
- Berme : Espace étroit situé entre le pied d'un rempart et un fossé, ou entouré de palissades, destiné à recevoir les terres éboulées.
- berne ;
- bonnet à prêtre ;
- boulevard.

## C
- caponnière ;
- casemate ;
- cavalier ;
- contre-garde ;
- contrescarpe ;
- contre-garde ;
- contre-mine ;
- cordon ;
- courtine ;
- couvre-face ;
- cunette.

## D
- dehors, voir ouvrage extérieur ;
- demi-lune.

## E
- échauguette ;
- embrasure ;
- escarpe.

## F
- fausse braie ;
- fort réduit.
- Fraises : Pieux ou palissades placés horizontalement le long de la berme ou au sommet de la contrescarpe pour arrêter ou ralentir un attaquant grimpant. Ils empêchent les remblais d'être pris par surprise ou par un assaut soudain.

## G
- glacis.

## H
- herse

## M
- mur de communication : mur reliant une enceinte à une citadelle ou un fort généralement non remparé.

## O
- orillon ;
- ouvrage extérieur ;
- ouvrage à cornes.

## P
- palissade ;
- pas de souris ;
- place basse ;
- pont-dormant ;
- pont-écluse ;
- pont-levis ;
- poterne.

## Q
- queue d'aronde ;

## R
- réduit ;
- rempart ;
- revers (du flanc brisé ou de l'orillon) : mur du bastion situé entre l'orillon ou le flanc brisé et le flanc ;
- revêtu : se dit d'un ouvrage recouvert de maçonnerie et à l'inverse non revêtu désigne un ouvrage en terre.

## T
- tenaille ;
- traverse.